# Himertosoma aberrans
Himertosoma aberrans är en stekelart som först beskrevs av Tosquinet 1896.  Himertosoma aberrans ingår i släktet Himertosoma och familjen brokparasitsteklar. Inga underarter finns listade i Catalogue of Life.